# Pontiacq-Viellepinte
Pontiacq-Viellepinte är en kommun i departementet Pyrénées-Atlantiques i regionen Nouvelle-Aquitaine i sydvästra Frankrike. Kommunen ligger i kantonen Montaner som tillhör arrondissementet Pau. År 2022 hade Pontiacq-Viellepinte 176 invånare.

## Befolkningsutveckling
Antalet invånare i kommunen Pontiacq-Viellepinte
| Referens: INSEE |